# Contracanto
Contracanto fue un grupo vocal e instrumental de música folklórica de Argentina creado en Rosario en 1970, liderado por el Chango Naón (barítono), quien estaba encargado de los arreglos musicales, y que fuera integrado también, en distintas formaciones, por Luis Corniero (primer tenor), Carlos Fredy (segundo tenor), Carlos Silinik (bajo), Javier Ibarrondo, Carlos Berlanga, Martin Roldán y Liliana Herrero. En 1976 debieron exiliarse en España, debido a las persecuciones de la dictadura instalada ese año, donde actuaron con éxito hasta el final de esa década.

## Discografía

### Álbumes
1. Homenaje, 1973
2. Yo te nombro, 1976 (en España)
3. Contracanto, 1977 (en España)
4. Corazón del país, 1977